# ماريو ماورو
ماريو ماورو (بالإيطالية: Mario Mauro) هو سياسي إيطالي، ولد في 24 يوليو 1961 في سان جوفاني روتوندو في إيطاليا. حزبياً، نشط في Civic Choice ‏ ( – 27 نوفمبر 2013) وفورزا إيطاليا (إيطاليا) (8 مارس 2017 – ) وSolidary Democracy ‏ ( – 17 نوفمبر 2014).

## مناصب
- في انتخابات البرلمان الأوروبي 1999، انتخب عضو في البرلمان الأوروبي عن دائرة إيطاليا لترشحه ضمن قائمة حزب شعب الحرية، وقد انضم خلال فترته النيابية (20 يوليو 1999 – 19 يوليو 2004) للكتلة البرلمانية الكتلة البرلمانية لحزب الشعب الأوروبي.
- في انتخابات البرلمان الأوروبي 2004، انتخب عضو في البرلمان الأوروبي عن دائرة شمال غرب إيطاليا لترشحه ضمن قائمة حزب شعب الحرية، وقد انضم خلال فترته النيابية (20 يوليو 2004 – 13 يوليو 2009) للكتلة البرلمانية الكتلة البرلمانية لحزب الشعب الأوروبي.
- في انتخابات البرلمان الأوروبي 2009، انتخب عضو في البرلمان الأوروبي عن دائرة إيطاليا لترشحه ضمن قائمة حزب شعب الحرية، وقد انضم خلال فترته النيابية (14 يوليو 2009 – 14 مارس 2013) للكتلة البرلمانية الكتلة البرلمانية لحزب الشعب الأوروبي.
- انتخب عضو مجلس الشيوخ الإيطالي (5 مارس 2013 – 22 مارس 2018).
- انتخب وزير الدفاع  [لغات أخرى]‏ (28 أبريل 2013 – 22 فبراير 2014).

## وصلات خارجية
- الموقع الرسمي